# Ocotea odorifera
Ocotea odorifera (лат.) — вечнозелёное дерево, вид рода Окотея (Ocotea) семейства Лавровые (Lauraceae).

## Описание

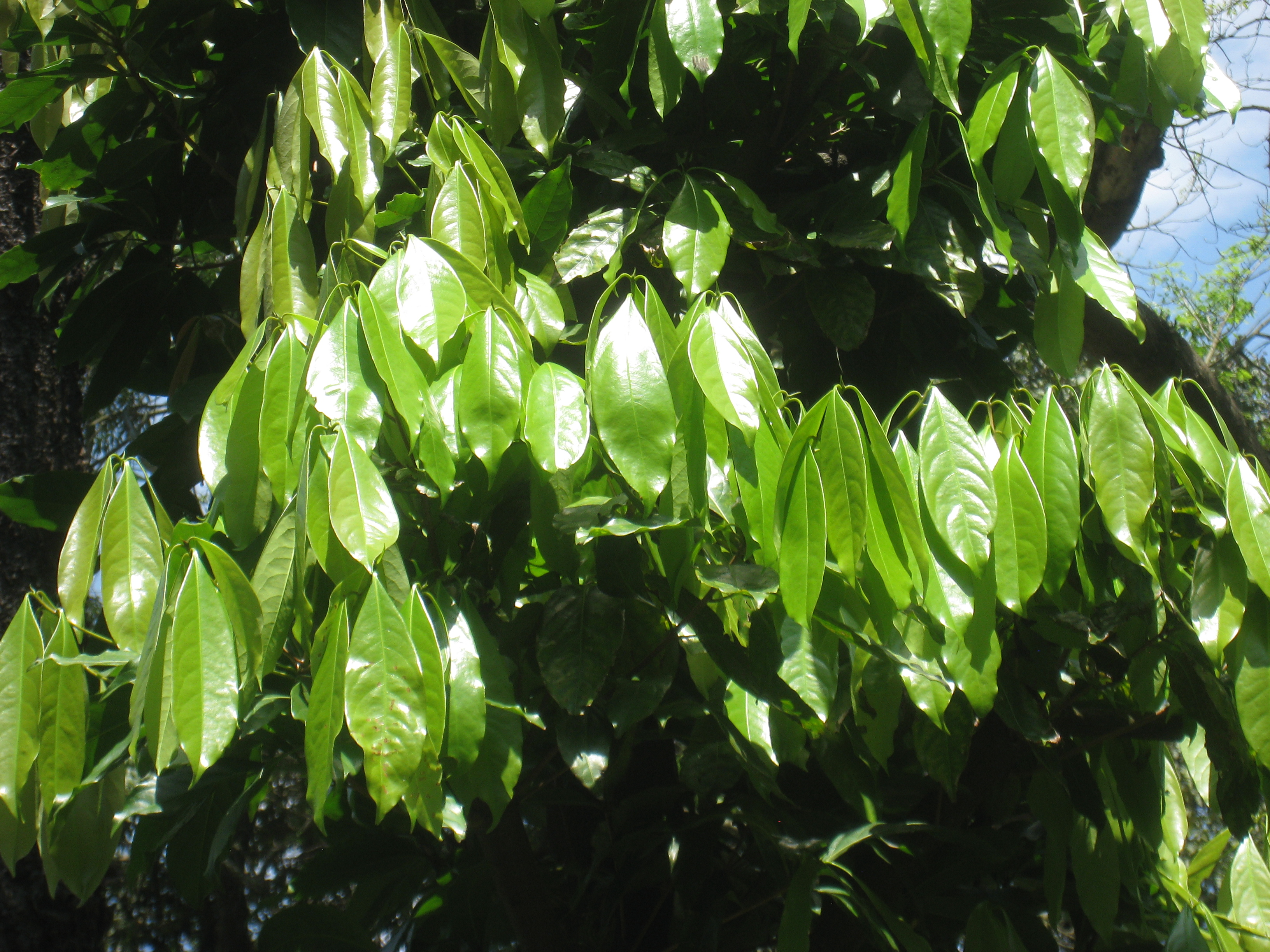
Листва O. porosa

Ocotea odorifera — вечнозелёное дерево с очень густой шаровидной низкой широкой кроной, достигает высоты 15-25 м. Ствол короткий, прямой, цилиндрический, диаметром 50-70 см. Цветёт в декабре и январе, цветки жёлтые. Плоды созревают в мае и июне.

## Распространение и местообитание
Произрастает в Южной Америке на юге и востоке Бразилии в штатах Баия, Минас-Жерайс, Парана, Рио-де-Жанейро, Риу-Гранди-ду-Сул, Санта-Катарина и Сан-Паулу. Встречается в бразильских атлантических лесах, ассоциирован с корицей, лавром и имбуей.

## Использование
Вид Ocotea odorifera известен под коммерческим названием canela-sassafras, хотя дерево не относится к сассафрасам. Используется для извлечения масла сассафраса, а также в производстве мебели и домов. Дерево — натуральный источник сафрола. Масло используется в парфюмерии и в производстве инсектицидов. Оно имеет очень важную характеристику: его плотность никогда не меняется, даже при высоких колебаниях температуры. Эта стабильность особенно важна для точных приборов и используется в самолётах и даже космических кораблях. Однако, в настоящее время в точном приборостроении используется похожее масло из другого растения.

## Культивирование
Дерево иногда собирают в дикой природе для местного использования его древесины. Это дерево даеёт хорошую тень, его можно использовать в ландшафтном дизайне и уличном озеленении.